# Tit for tat
Tit for tat è una strategia molto efficace, nella teoria dei giochi, per risolvere il problema del dilemma del prigioniero ripetuto. È stata introdotta da Anatol Rapoport nel 1980 che in questo modo vinse un concorso organizzato da Robert Axelrod per trovare la migliore strategia con cui affrontare il dilemma del prigioniero.

## Terminologia
Il nome, una locuzione inglese che corrisponde all'italiana pan per focaccia (nel senso di ritorsione equivalente), deriva dall'espressione tip for tap che potrebbe essere tradotta con "colpetto per colpetto" (o "colpo su colpo"), ovvero piccola ripercussione a fronte di una piccola provocazione.

## Strategia
Un agente che faccia uso di questa strategia sarà dapprima collaborativo, ma in seguito risponderà con la stessa strategia delle mosse degli avversari: l'agente sarà cooperativo se l'avversario lo è stato a sua volta, altrimenti risponderà con comportamento non cooperativo. Il concetto è simile a quello dell'altruismo reciproco in biologia.

## Condizioni
L'applicazione della strategia dipende da quattro condizioni:
- in partenza, e se non c'è stata provocazione, l'agente è sempre cooperativo;
- se provocato l'agente si vendica;
- l'agente in seguito fa quello che fa l'opponente.
- l'agente ha una buona possibilità di competere con l'opponente più di una volta.

In quest'ultima condizione, la definizione di "buona possibilità" dipende dalla matrice di payoff del dilemma del prigioniero. L'importante è che la competizione continui abbastanza a lungo da consentire ritorsioni e perdoni in maniera ripetuta, in modo che il loro numero sia sufficiente a generare un guadagno a lungo termine superiore alla possibile perdita derivante dall'iniziale cooperazione.

## Tit for two tats
La strategia denominata Tit for two tats è simile alla precedente, ma viene attivata dall'agente solo dopo che l'opponente lo ha provocato per due volte.

## Applicazioni
- Alcuni analisti sostengono che strategia analoga al tit for tat ha trovato applicazione pratica durante la prima guerra mondiale nella guerra di trincea sul fronte occidentale, in episodi come quello della Tregua di Natale.
- Simile strategia è inoltre utilizzata nel protocollo peer-to-peer di BitTorrent per ottimizzare la velocità di download[1].